# Castro (Chili)
Castro is een gemeente in de Chileense provincie Chiloé in de regio Los Lagos. Castro telde 43.807 inwoners in 2017. Het is de op twee na oudste nog bestaande stad van Chili.

## Geschiedenis
In 1587 organiseerde Rodrigo de Quiroga, de tijdelijke gouverneur van Chili, een veldtocht onder leiding van zijn schoonzoon, kapitein Martín Ruiz de Gamboa, met het doel de verovering van het eiland Chiloé. De op het eiland aanwezige Cuncos, een Mapuchestam, werden onderworpen en de stad Castro gesticht.
- Gemeinsame Normdatei: 1178225194
- Library of Congress Control Number: n85137183
- Nationale Bibliotheek van Israël: 987007562339705171
- Virtual International Authority File: 159511529